# Dům čp. 5 (Štramberk)
Dům čp. 5 je Městský pivovar, který se nachází na Náměstí ve Štramberku v okrese Nový Jičín. Roubený dům byl přestavěn na konci 18. století do zděné podoby, v polovině 19. století bylo postaveno empírové atikové patro spojené se sousedním domem čp. 6 a ve dvacátých letech 20. století byla fasáda a průčelí upraveno do českého novobaroka. Byl zapsán do Ústředního seznamu kulturních památek ČR před rokem 1988 a je součástí památkové rezervace.

## Historie
První písemný záznam je z roku 1614 uveden majitel Pavel Honek. Od roku 1771 byl majitelem šenkovní měšťan Martin Baar, jeho rodina vlastnila dům až do počátku 19. století, kdy byl zakoupen Tomášem Prosekem. Mezi majiteli pokračuje pobočka banky Raiffeisen, která zde zřídila i několik bytů. Od devadesátých let 20. století byli vlastníky manželé Jiříčkovi, kteří v domě provozovali restaurační zařízení. Na začátku 21. století získali dům manželé Šmírovi, kteří dům rekonstruovali a zřídili v jeho prostorách malý domácí pivovar.

## Stavební podoba
V polovině 19. století byly sousední domy na Náměstí čp. 5 a 6 spojeny empírovým atikovým patrem. Soutku mezi domy propojila zeď, ve které byla vrata a v patře slepé okno. Průčelí obrácené do náměstí bylo čtyřosé členěno profilovanou kordonovou a podokenní římsou. V přízemí byla tři kaslíková okna a vchod. V atikovém patře byly dva páry slepých oken s okenicemi a nadokenními římsami. Ve dvacátých letech byla otevřena soutka a průčelí domu bylo upraveno do historizující podoby. Členění bylo zachováno. Štít byl upraven do barokní podoby. Je členěn dvěma obdélnými okny v šambránách a ve vrcholu jedním oválným slepým oknem. Volutový štít je zvýrazněn po obvodě linkou a štukovým nápisem MĚSTSKÝ PIVOVAR. Střecha je sedlová s vikýři. Vnitřní prostory byly přestavěny. Zachovány jsou kamenné klenuté sklepy a dvě studny vytesané ve skále.